# Orange Business
Orange Business (anciennement Orange Business Services) est une filiale et une marque commerciale du groupe Orange qui fournit, en France et dans le monde, des services de communication intégrée aux entreprises dans les domaines du cloud computing, des télécommunications, des communications unifiées et de la collaboration. Orange Business regroupe les activités business to business des différentes filiales françaises et internationales du groupe Orange.

## Présentation
Orange Business est une identité commerciale du groupe Orange qui a été constituée le 1er juin 2006 (sous le nom d'Orange Business Services), afin d'offrir une marque unique des services de télécommunication (données, téléphonie et convergence) et informatiques pour les entreprises. Elle opère dans 220 pays et territoires et emploie plus de 21 000 personnes réparties sur 166 pays.
Orange Business est le résultat de la consolidation et du regroupement sous une seule marque, d’entités issues de trois entreprises aujourd’hui dissoutes : France Telecom, Equant et Wanadoo.
Le 16 février 2023, Christel Heydemann, la directrice générale du groupe Orange, annonce qu'Orange Business Services se nommera désormais tout simplement Orange Business,.

## Entités
Les services de cette marque sont fournis par un ensemble de filiales ou entités qui sont ou ont été Orange, Equant, Transpac, Wanadoo SA, Oléane ainsi que Almerys, EGT, Orange Consulting, France Télécom Intelmatique, SETIB, Orange Applications for Business (dans lequel a été fusionné l'ancien Orange Business Services IT&L@bs, Cofratel et Solicia, Orange Cloud for Business et Basefarm.
Certaines filiales ont fusionné avec la maison mère Orange SA, d'autres continuent d'avoir leur statut de filiale.
Plusieurs entreprises fournissent, ou ont fourni, des services pour Orange Business Services, notamment Almerys, opérateur de tiers-payant santé; tiers de confiance en dématérialisation de données (cette filiale a été cédée en avril 2015); mais aussi Oléane, un fournisseur d'accès à destination des professionnels, registrar et hébergeur de sites Internet entreprise fondée en 1989. En 1997, cette société est devenue le deuxième fournisseur d'accès en France, derrière France Télécom, qui rachète Oléane l'année suivante,. 
En 2010, Orange Business Services renforce son expertise Microsoft par le rachat de la SSII française Alsy, intégrateur de solutions Microsoft spécialisé dans pas moins de huit domaines reconnus par l'éditeur,.
Depuis le 1er janvier 2019, certaines autre filiales ont fusionné pour former Orange Business Services SA.

## Dirigeants
Aliette Mousnier-Lompré est la directrice générale d'Orange Business, elle remplace Helmut Reisinger qui a quitté ses fonctions le 17 janvier 2022. Il a été remplacé de manière provisoire par Aliette Mousnier-Lompré alors directrice de l'entité Customer Service and Operations (CS&O). Cette dernière a été confirmée directrice exécutive d'Orange Business Services le 24 mai 2022 par la directrice générale du groupe Christel Heydemann.

## Orange Cloud for Business
Orange Cloud for Business est la filiale d'Orange Business spécialisée dans les infrastructures cloud computing (IaaS et PaaS) pour les entreprises. Elle regroupe les activités de cloud computing, d'hébergement, et de stockage dans le cloud. Créée en juillet 2014, elle regroupe toutes les entités d'Orange Business Services qui étaient spécialisées dans les activités d'infrastructure cloud : cloud public, cloud privé, cloud hybride et aussi toutes les activités liées aux postes de travail et leur virtualisation au sein de la filiale Neocles.

### Historique de la création
Orange a pris part, dès 2011, à un projet d’État de cloud computing nommé Andromède, lancé dans le cadre du grand emprunt. Ce projet a ensuite été ensuite scindé en deux en 2012 : Numergy (avec SFR et Bull) d’une part et Cloudwatt d’autre part (avec Orange et Thalès). 
Le 13 janvier 2015, Orange Cloud for Business a annoncé son intention de racheter Cloudwatt, l’un des deux opérateurs de cloud souverain, dont Orange détient déjà 44,4 % du capital.
Le 16 février 2023, la dirigeante Christel Heydemann décide de changer le nom de la société en Orange Business.

### Le centre de données de Val-de-Reuil
Orange Cloud for Business a fait construire un centre de données, opérationnel depuis le 10 octobre 2013. Il est situé dans la zone d’activité de Val-de-Reuil. Ce centre de données permet de réaliser des économies en énergie et de réduire le coût de stockage par la technique du free cooling.  

## Orange Cyberdefense
Orange Cyberdefense est la filiale d'Orange Business spécialisée dans les activités de cybersécurité. La marque est créée en 2016, regroupant les activités en cybersécurité d'Orange Consulting et Atheos, cabinet de conseil racheté en 2014. La filiale a ensuite évolué avec le rachat de Lexsi en 2016 puis SecureData et SecureLink en 2019.